# Jaynagar Majilpur
Jaynagar Majilpur (kráceno na Jaynagar) je dvojměstí v Indii. Leží v Západním Bengálsku v distriktu South 24 Parganas na jižním předměstí Kalkaty.
Podle sčítání v roce 2001 měl Jaynagar Majilpur celkem 23 319 obyvatel, z nichž 76 % bylo gramotných (oproti národnímu průměru 59,5 %). Podle sčítání z roku 2011 se zvedl počet obyvatel na 25 922 a gramotnost mezi populací nad 6 let stoupla na 88,38 %.